# Karate-Europameisterschaften der Jugend, Junioren & U21 2019
Die 46. Karate-Europameisterschaften der European Karate Federation für die Jugend, Junioren und U21 wurden vom 8. bis 10. Februar 2019 in Aalborg in Dänemark ausgetragen. Insgesamt starteten 1090 Teilnehmer aus 51 Nationen.

## Medaillen Herren

### Jugend (Kadetten)
| Kategorie     | Gold                       | Silber       | Bronze                                        |
| ------------- | -------------------------- | ------------ | --------------------------------------------- |
| Kata          | Salvador Cisneros Balbuena | Adam Bardos  | Martim Sousa Antonio Rodriges Yanovitskiy     |
| Kumite -52 kg | Akhmed Akhmedov            | Bojan Kostov | Jakub Cernicky Tim Scheuer                    |
| Kumite -57 kg | Faruk Omer Yurur           | Jacob Smart  | Damien De Barros Huseyn Mammadli              |
| Kumite -63 kg | Tale Yagubov               | Leon Gaiduk  | Gino Phillipen Dominik Kocandrle              |
| Kumite -70 kg | Artjom Jermolaev           | Saba Mania   | Danyil Anisimov Hubert Jarocki                |
| Kumite +70 kg | Ahmet Bulut                | Melos Gashi  | Konstantinos Papastergios Luka Stefano Cipric |

### Junioren
| Kategorie     | Gold                        | Silber                  | Bronze                                 |
| ------------- | --------------------------- | ----------------------- | -------------------------------------- |
| Kata          | Enes Özdemir                | Alessandro Cricco       | Pedro Carvalho Romero Raul Martin      |
| Kumite -55 kg | Carmine Luciano             | Mikita Rashetnik        | Burak Özdemir Viktor Mora Cuerva       |
| Kumite -61 kg | Aminagha Guliyev            | Has Amar Youness Oualad | Aleksandre Tkvatsiria Brahim El Beqqal |
| Kumite -68 kg | Vladislav Taldykin          | Hoang An Nguyen         | Yanis Lamotte Daniele De Vivo          |
| Kumite -76 kg | Raybak Abdesselem           | Ilias Hounifa           | Andrii Zaplitnyi Nedim Suvalija        |
| Kumite +76 kg | Crean Christopher Mc Carthy | Gligor Petkov           | Tomas Kosa Albert Baranov              |

### Kata-Team
| Kategorie         | Gold                                                                    | Silber                                                  | Bronze |
| ----------------- | ----------------------------------------------------------------------- | ------------------------------------------------------- | --- |
| Kadetten/Junioren | Spanien Raul Romero Martin Alejandro Manzana Diaz Oscar Cuadrado Garcia | Türkei Enes Özdemir Heseyin Can Goksu Omer Berat Kaynar | Italien Tommaso Proserpio Pietro Binotto Alessio Ghinami Slowakei Richard Slehofer Matej Rebro Roman Hrcka |

### U21
| Kategorie     | Gold                    | Silber                    | Bronze                             |
| ------------- | ----------------------- | ------------------------- | ---------------------------------- |
| Kata          | Roman Heydarov          | Franck Ngoan              | Khai Truong Emre Vefa Goktas       |
| Kumite -60 kg | Christos-Stefanos Xenos | Alejandro Ortiz Fernandez | Nenad Dulovic Yassine Bouchahrouf  |
| Kumite -67 kg | Deniz Muratcan          | Valentyn Naida            | Devid Nhuyen Daniel Martin Guirado |
| Kumite -75 kg | Doan Osmani             | Nikita Delyavsky          | Dimitrios Rigas Mads Larsen Viberg |
| Kumite -84 kg | Petar Spasenovski       | Adi Gyurik                | Hamza Cajic Maxime Relifox         |
| Kumite +84 kg | Murad Hajizade          | Babacar Sakho Seck        | Dorde Tesanovic Brandon Carr       |

## Medaillen Damen

### Jugend (Kadetten)
| Kategorie     | Gold              | Silber               | Bronze                               |
| ------------- | ----------------- | -------------------- | ------------------------------------ |
| Kata          | Menekse Vardar    | Michaela Cukanova    | Natacha Fernandes Isra Celo          |
| Kumite -47 kg | Margot Soulier    | Renée Stein          | Kristina Tsvetanova Muserref Özdemir |
| Kumite -54 kg | Erika Batakujevic | Emma Marie Elisabeth | Mia Bitsch Golovina Varvera          |
| Kumite +54 kg | Hanna Devigili    | Klara Muzikarova     | Allita Popova Darya Trebka           |

### Juniorinnen
| Kategorie     | Gold                 | Silber                   | Bronze                               |
| ------------- | -------------------- | ------------------------ | ------------------------------------ |
| Kata          | Keyda Nur Colak      | Sara Soldano             | Nikoleta Zervou Anna Shcherbina      |
| Kumite -48 kg | Asia Agus            | Florence Voegelin        | Aleksandra Grujic Angelina Samokisha |
| Kumite -53 kg | Aleksandra Ilankovic | Jill Augel               | Damla Ocak Amelie Voegelin           |
| Kumite -59 kg | Anna Chernysheva     | Mellissa Van Oudenaarden | Laura Palinkasova Oksana Bezeliuk    |
| Kumite +59 kg | Valeriia Golubeva    | Milena Jovanovic         | Marina Vukovic Hira Nur Kasatura     |

### Kata-Team
| Kategorie            | Gold                                                                     | Silber                                              | Bronze |
| -------------------- | ------------------------------------------------------------------------ | --------------------------------------------------- | --- |
| Kadetten/Juniorinnen | Spanien Sabrina Medero Savoy Maria San Francisco Jerez Emma Garcia Nunez | Italien Elena Roversi Matilde Galassi Michela Rizzo | Kroatien Inga Grgic Stela Horvat Sabina Petkovic Russland Natalia Filiukova Anfisa Gerasimova Elena Tkacheva |

### U21
| Kategorie     | Gold              | Silber                 | Bronze                                 |
| ------------- | ----------------- | ---------------------- | -------------------------------------- |
| Kata          | Carola Casale     | Arzu Firdevs Koc       | Laetitia Feracci Raquel Roy Rubio      |
| Kumite -50 kg | Nicole Murabito   | Gulsen Demirturk       | Ines Grdenic Valeriya Sergeeva         |
| Kumite -55 kg | Veronica Brunori  | Sara Heurtault         | Maya Schaerer Albulena Gervalla        |
| Kumite -61 kg | Anna Rodina       | Alessandra Mangiacapra | Sara Elwart Nin Radjenovic             |
| Kumite -68 kg | Lea Avazeri       | Victoria Isaeva        | Madeleine Schroeter Maryia Aliakseyeva |
| Kumite +68 kg | Ana Rita Oliveira | Eda Eltemur            | Kinga Harast Sarah Lina Mimouni        |

## Medaillenspiegel
Ausrichter 
| Platz | Land                    | Gold | Silber | Bronze | Gesamt |
| ----- | ----------------------- | ---- | ------ | ------ | ------ |
| 1     | Türkei                  | 6    | 4      | 6      | 16     |
| 2     | Italien                 | 5    | 4      | 2      | 11     |
| 3     | Russland                | 5    | 1      | 6      | 12     |
| 4     | Aserbaidschan           | 4    | 0      | 1      | 5      |
| 5     | Frankreich              | 3    | 3      | 5      | 11     |
| 6     | Spanien                 | 3    | 2      | 4      | 9      |
| 7     | Nordmazedonien          | 2    | 2      | 0      | 4      |
| 8     | Ungarn                  | 1    | 2      | 0      | 3      |
| 9     | Lettland                | 1    | 1      | 1      | 3      |
| 10    | Portugal                | 1    | 0      | 3      | 4      |
|       | Österreich              | 1    | 0      | 3      | 4      |
| 12    | Griechenland            | 1    | 0      | 2      | 3      |
| 13    | Dänemark                | 1    | 0      | 1      | 2      |
| 14    | Irland                  | 1    | 0      | 0      | 1      |
| 15    | Deutschland             | 0    | 2      | 4      | 6      |
|       | Slowakei                | 0    | 2      | 4      | 6      |
| 17    | Belgien                 | 0    | 2      | 2      | 4      |
| 18    | Georgien                | 0    | 2      | 1      | 3      |
| 19    | Schweiz                 | 0    | 1      | 4      | 5      |
| 20    | Belarus                 | 0    | 1      | 3      | 4      |
| 21    | Ukraine                 | 0    | 1      | 2      | 3      |
| 22    | Niederlande             | 0    | 1      | 1      | 2      |
|       | Kosovo                  | 0    | 1      | 1      | 2      |
|       | Montenegro              | 0    | 1      | 1      | 2      |
|       | Tschechien              | 0    | 1      | 1      | 2      |
| 26    | Schottland              | 0    | 1      | 0      | 1      |
| 27    | Kroatien                | 0    | 0      | 3      | 3      |
|       | Polen                   | 0    | 0      | 3      | 3      |
| 29    | Bulgarien               | 0    | 0      | 1      | 1      |
|       | Estland                 | 0    | 0      | 1      | 1      |
|       | Schweden                | 0    | 0      | 1      | 1      |
|       | Bosnien und Herzegowina | 0    | 0      | 1      | 1      |
|       | Serbien                 | 0    | 0      | 1      | 1      |
|       | England                 | 0    | 0      | 1      | 1      |
| Total | Total                   | 35   | 35     | 70     | 140    |